# 거기가 어딘데??
《거기가 어딘데??》는 2018년 6월 1일부터 2018년 8월 24일까지 방송된 리얼 버라이어티 프로그램이며 한때 시즌2를 기약했으나 연출자 유호진 PD가 2019년 1월 몬스터유니온을 퇴사하는 바람에 불발됐으며 몬스터유니온은 유호진 PD와 서수민 예능부문장이 2019년 1월 회사를 떠난 뒤 현재 드라마 제작에만 전념하고 있다.

## 방송 시간
| 방송 채널 | 방송 기간                        | 방송 시간 | 방송 시간                    | 비고      |
| KBS 2TV   |                                  |           |                              |           |
| --------- | -------------------------------- | --------- | ---------------------------- | --------- |
| KBS 2TV   | 2018년 6월 1일 ~ 2018년 8월 24일 | 1부       | 매주 금요일 밤 11:00 ~ 11:50 | 독립 편성 |
| KBS 2TV   | 2018년 6월 1일 ~ 2018년 8월 24일 | 2부       | 매주 금요일 밤 11:50 ~ 12:30 | 독립 편성 |

## 출연자
- 지진희
- 차태현
- 조세호
- 배정남

### 게스트
- 남영호
- 제임스 후퍼

## 역대 탐험지
- 오만 아라비아 사막
- 스코틀랜드 스카이섬

## 시청률
| 회차 | 방송일          | AGB 시청률     |
| 회차 | 방송일          | 대한민국(전국) |
| ---- | --------------- | -------------- |
| 1    | 2018년 6월 1일  | 3.3%           |
| 1    | 2018년 6월 1일  | 3.2%           |
| 2    | 2018년 6월 8일  | 3.5%           |
| 2    | 2018년 6월 8일  | 3.2%           |
| 3    | 2018년 6월 22일 | 4.5%           |
| 3    | 2018년 6월 22일 | 4.0%           |
| 4    | 2018년 6월 29일 | 3.8%           |
| 4    | 2018년 6월 29일 | 3.8%           |
| 5    | 2018년 7월 13일 | 3.4%           |
| 5    | 2018년 7월 13일 | 3.4%           |
| 6    | 2018년 7월 20일 | 3.2%           |
| 6    | 2018년 7월 20일 | 3.2%           |
| 7    | 2018년 7월 27일 | 3.3%           |
| 7    | 2018년 7월 27일 | 2.9%           |
| 8    | 2018년 8월 3일  | 2.8%           |
| 8    | 2018년 8월 3일  | 2.5%           |
| 9    | 2018년 8월 10일 | 3.0%           |
| 9    | 2018년 8월 10일 | 2.5%           |
| 10   | 2018년 8월 17일 | 3.1%           |
| 10   | 2018년 8월 17일 | 2.8%           |
| 11   | 2018년 8월 24일 | 2.5%           |
| 11   | 2018년 8월 24일 | 2.3%           |